# Mike Briggs
Mike Briggs, né le 6 septembre 1968 à Newport Beach, est un ancien joueur de tennis professionnel américain.

## Carrière
Il a étudié les sciences politiques à l'université de Californie à Irvine entre 1987 et 1989.
Il a remporté un titre ATP en double à Tampa et quatre tournois Challenger à Jakarta en 1990 et 1991, Singapour en 1991 et Agadir en 1992.
Il a joué l'essentiel de sa carrière en double avec Trevor Kronemann qui était déjà son partenaire à l'université. Ils ont joué une cinquantaine de tournois ensemble entre juin 1991 et avril 1994.
Sa meilleure performance en simple est une demi-finale au Challenger de Singapour en 1990.

## Palmarès

### Titre en double messieurs
| No | Date       | Nom et lieu du tournoi                | Catégorie    | Dotation  | Surface      | Partenaire       | Finalistes                   | Score         |  |
| -- | ---------- | ------------------------------------- | ------------ | --------- | ------------ | ---------------- | ---------------------------- | ------------- |  |
| 1  | 13-04-1992 | USTA Men's Clay Courts of Tampa Tampa | World Series | 235 000 $ | Terre (ext.) | Trevor Kronemann | Luiz Mattar Andreï Olhovskiy | 7-6, 6-7, 6-4 |  |

## Parcours dans les tournois duGrand Chelem

### En double
| Année | Open d'Australie           | Open d'Australie      | Internationaux de France     | Internationaux de France | Wimbledon                    | Wimbledon              | US Open                      | US Open                 |
| ----- | -------------------------- | --------------------- | ---------------------------- | ------------------------ | ---------------------------- | ---------------------- | ---------------------------- | ----------------------- |
| 1992  | —                          | —                     | 1/8 de finale T. Kronemann   | A. Agassi J. McEnroe     | 1er tour (1/32) T. Kronemann | N. Brown A. Richardson | 1er tour (1/32) T. Kronemann | J. Fitzgerald A. Järryd |
| 1993  | 1/8 de finale T. Kronemann | J. Grabb R. Reneberg  | 1er tour (1/32) T. Kronemann | K. Flach R. Leach        | 1er tour (1/32) T. Kronemann | G. Michibata D. Pate   | 2e tour (1/16) T. Kronemann  | J. Björkman P. Rafter   |
| 1994  | 2e tour (1/16) B. MacPhie  | D. Adams A. Olhovskiy | —                            | —                        | —                            | —                      | —                            | —                       |

N.B. : le nom du ou de la partenaire se trouve sous le résultat ; le nom des ultimes adversaires se trouve à droite.